# Magdeburger Straße (Altstraße)
Die Magdeburger Straße ist ein alter Fernweg, dessen Ursprünge bis auf die Bronzezeit zurückgehen. Sie bildete eine Nord-Süd-Verbindung von Nord- und Ostsee über Magdeburg, Eger, Regensburg nach Oberitalien.

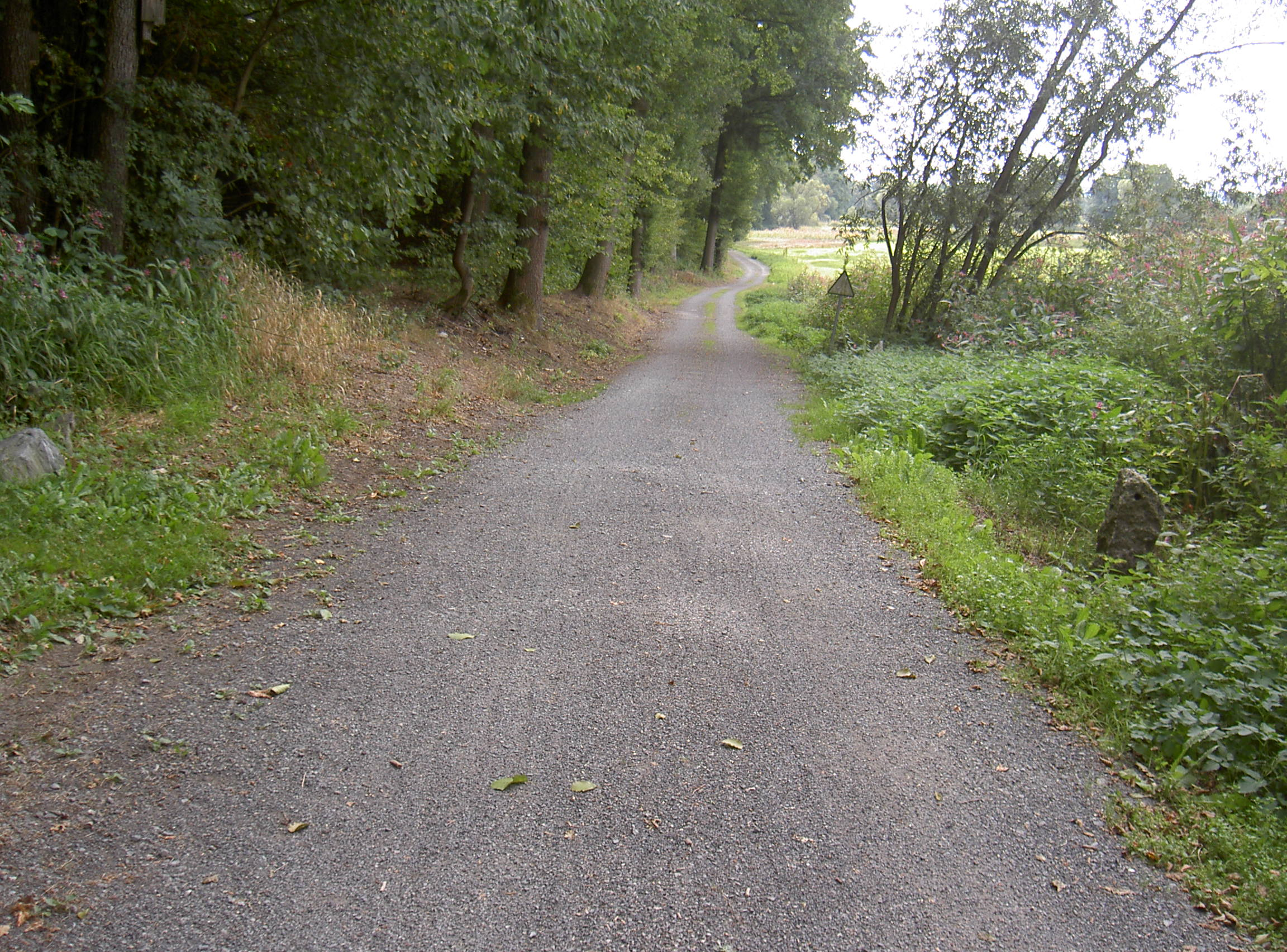
Magdeburger Straße zwischen Neustadt und Hammerharlesberg, vorne rechts ein Straßenbegrenzungsstein

## Geschichte
Da auf dem Nord-Süd-Weg Bernstein nach Oberitalien transportiert wurde, ist die Magdeburger Straße ein Teil der Bernsteinstraßen. Der genaue Verlauf und ob es sich nicht eher um ein System von Straßen handelte, ist umstritten. Außer Bernstein wurden auch Fisch, Salz und andere Handelsgüter auf dieser Straße transportiert.
Die Magdeburger Straße wird bereits von Claudius Ptolemäus aus Alexandrien in seiner Geographie im 2. Jahrhundert erwähnt.
Die Nord-Süd-Wege sind die älteren Fernstraßen und stammen aus der Zeit des Römischen Reiches bis hin zur Zeit der Merowinger und Karolinger. Ab dem 9. Jahrhundert gewannen mit der Ostausdehnung des Frankenreiches die Ost-West-Verbindungen an Bedeutung. Dieser Trend setzte sich bis in das 17. Jahrhundert fort.
Ab dem 18. Jahrhundert wuchs die Bedeutung der Nord-Süd-Verkehrsverbindungen wieder.

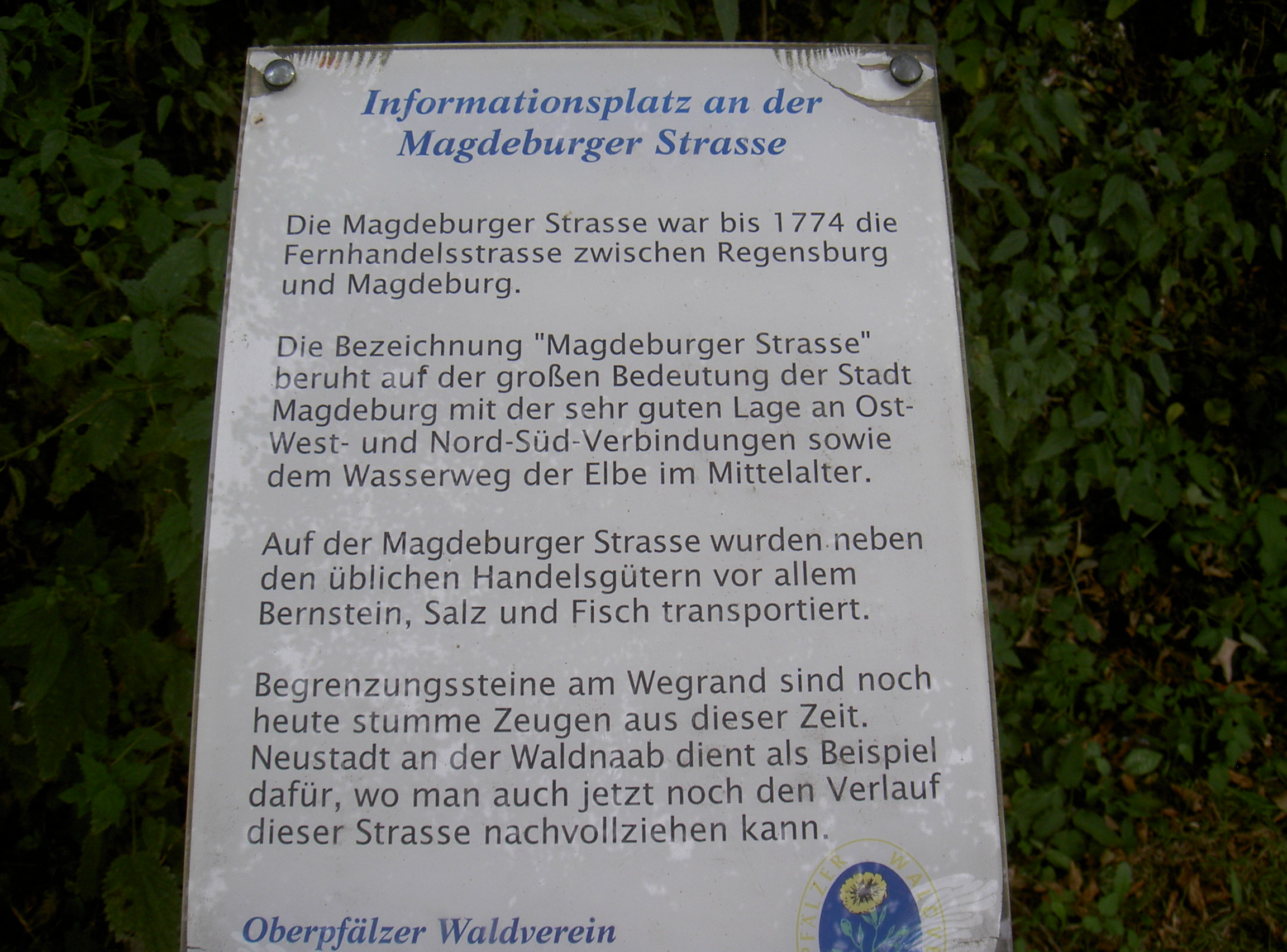
Magdeburger Straße, zwischen Neustadt und Hammerharlesberg, Infotafel

## Verlauf
Im 15. Jahrhundert nahm die Magdeburger Straße folgenden Verlauf:
Regensburg – Kallmünz – Burglengenfeld – Schwandorf – Schwarzenfeld – Wernberg – Weiden – Neustadt an der Waldnaab – Tirschenreuth – Mitterteich – Eger – Asch
In Asch teilte sich die Route in zwei Äste.

- Östlicher Ast: Plauen – Leipzig – Magdeburg
- Westlicher Ast: Hof – Magdeburg

Von Magdeburg setzte sich die Straße bis an die Ostsee und die Nordsee fort.
In der Umgebung von Neustadt an der Waldnaab kreuzte die Magdeburger Straße die Goldene Straße.

## Trivia
Heute (2019) verlaufen auf der Route der ehemaligen Magdeburger Straße teilweise Radwanderwege, wie zum Beispiel der Elberadweg von Magdeburg bis Barby, der Saaleradweg von Barby bis Hof, der Waldnaabtal-Radweg von Neustadt an der Waldnaab bis Luhe-Wildenau und der Naabtal-Radweg von Luhe-Wildenau bis Regensburg.
Vom Oberpfälzer Waldverein wurden am Waldnaabtal-Radweg, der bei Neustadt auf der ehemaligen Trasse der Magdeburger Straße verläuft, zwischen Neustadt an der Waldnaab und Hammerharlesberg Informationstafeln aufgestellt und die ehemaligen Straßenbegrenzungssteine wieder aufgerichtet.